# 1918 год
1918 (ты́сяча девятьсо́т восемна́дцатый) год  по григорианскому календарю — невисокосный год, начинающийся во вторник. Это 1918 год нашей эры, 8‑й год 2‑го десятилетия XX века 2‑го тысячелетия, 9‑й год 1910‑х годов. Он закончился 107 лет назад.
| Пн | Вт | Ср | Чт | Пт | Сб | Вс |
|    | 1  | 2  | 3  | 4  | 5  | 6  |
| 7  | 8  | 9  | 10 | 11 | 12 | 13 |
| 14 | 15 | 16 | 17 | 18 | 19 | 20 |
| 21 | 22 | 23 | 24 | 25 | 26 | 27 |
| 28 | 29 | 30 | 31 |    |    |    |

| Пн | Вт | Ср | Чт | Пт | Сб | Вс |
|    |    |    |    | 1  | 2  | 3  |
| 4  | 5  | 6  | 7  | 8  | 9  | 10 |
| 11 | 12 | 13 | 14 | 15 | 16 | 17 |
| 18 | 19 | 20 | 21 | 22 | 23 | 24 |
| 25 | 26 | 27 | 28 |    |    |    |

| Пн | Вт | Ср | Чт | Пт | Сб | Вс |
|    |    |    |    | 1  | 2  | 3  |
| 4  | 5  | 6  | 7  | 8  | 9  | 10 |
| 11 | 12 | 13 | 14 | 15 | 16 | 17 |
| 18 | 19 | 20 | 21 | 22 | 23 | 24 |
| 25 | 26 | 27 | 28 | 29 | 30 | 31 |

| Пн | Вт | Ср | Чт | Пт | Сб | Вс |
| 1  | 2  | 3  | 4  | 5  | 6  | 7  |
| 8  | 9  | 10 | 11 | 12 | 13 | 14 |
| 15 | 16 | 17 | 18 | 19 | 20 | 21 |
| 22 | 23 | 24 | 25 | 26 | 27 | 28 |
| 29 | 30 |    |    |    |    |    |

| Пн | Вт | Ср | Чт | Пт | Сб | Вс |
|    |    | 1  | 2  | 3  | 4  | 5  |
| 6  | 7  | 8  | 9  | 10 | 11 | 12 |
| 13 | 14 | 15 | 16 | 17 | 18 | 19 |
| 20 | 21 | 22 | 23 | 24 | 25 | 26 |
| 27 | 28 | 29 | 30 | 31 |    |    |

| Пн | Вт | Ср | Чт | Пт | Сб | Вс |
|    |    |    |    |    | 1  | 2  |
| 3  | 4  | 5  | 6  | 7  | 8  | 9  |
| 10 | 11 | 12 | 13 | 14 | 15 | 16 |
| 17 | 18 | 19 | 20 | 21 | 22 | 23 |
| 24 | 25 | 26 | 27 | 28 | 29 | 30 |

| Пн | Вт | Ср | Чт | Пт | Сб | Вс |
| 1  | 2  | 3  | 4  | 5  | 6  | 7  |
| 8  | 9  | 10 | 11 | 12 | 13 | 14 |
| 15 | 16 | 17 | 18 | 19 | 20 | 21 |
| 22 | 23 | 24 | 25 | 26 | 27 | 28 |
| 29 | 30 | 31 |    |    |    |    |

| Пн | Вт | Ср | Чт | Пт | Сб | Вс |
|    |    |    | 1  | 2  | 3  | 4  |
| 5  | 6  | 7  | 8  | 9  | 10 | 11 |
| 12 | 13 | 14 | 15 | 16 | 17 | 18 |
| 19 | 20 | 21 | 22 | 23 | 24 | 25 |
| 26 | 27 | 28 | 29 | 30 | 31 |    |

| Пн | Вт | Ср | Чт | Пт | Сб | Вс |
|    |    |    |    |    |    | 1  |
| 2  | 3  | 4  | 5  | 6  | 7  | 8  |
| 9  | 10 | 11 | 12 | 13 | 14 | 15 |
| 16 | 17 | 18 | 19 | 20 | 21 | 22 |
| 23 | 24 | 25 | 26 | 27 | 28 | 29 |
| 30 |    |    |    |    |    |    |

| Пн | Вт | Ср | Чт | Пт | Сб | Вс |
|    | 1  | 2  | 3  | 4  | 5  | 6  |
| 7  | 8  | 9  | 10 | 11 | 12 | 13 |
| 14 | 15 | 16 | 17 | 18 | 19 | 20 |
| 21 | 22 | 23 | 24 | 25 | 26 | 27 |
| 28 | 29 | 30 | 31 |    |    |    |

| Пн | Вт | Ср | Чт | Пт | Сб | Вс |
|    |    |    |    | 1  | 2  | 3  |
| 4  | 5  | 6  | 7  | 8  | 9  | 10 |
| 11 | 12 | 13 | 14 | 15 | 16 | 17 |
| 18 | 19 | 20 | 21 | 22 | 23 | 24 |
| 25 | 26 | 27 | 28 | 29 | 30 |    |

| Пн | Вт | Ср | Чт | Пт | Сб | Вс |
|    |    |    |    |    |    | 1  |
| 2  | 3  | 4  | 5  | 6  | 7  | 8  |
| 9  | 10 | 11 | 12 | 13 | 14 | 15 |
| 16 | 17 | 18 | 19 | 20 | 21 | 22 |
| 23 | 24 | 25 | 26 | 27 | 28 | 29 |
| 30 | 31 |    |    |    |    |    |

1918 год ознаменован окончанием Первой мировой войны в результате подписания перемирия в железнодорожном вагоне маршала Фоша в Компьенском лесу 11 ноября и вступившее в силу с 11 часов утра по местному времени. В начале того же года началась пандемия испанского гриппа, унесшая жизни порядка 50—100 миллионов человек во всём мире.

## События

### Январь
- 4 января — упразднено Главное управление Российского общества Красного Креста (РОКК). Сформирована Центральная коллегия по управлению делами РОКК, действовавшая до 28 сентября 1918 года.
- 7 января — преобразование Алексеевской организации в Добровольческую армию[1].
- 8 января — Вудро Вильсон представил Конгрессу США «четырнадцать пунктов», проект мирного договора, завершающего Первую мировую войну[2].
- 12 января — польские легионеры подняли антисоветское восстание под командованием И. Р. Довбор-Мусницкого на территории Белоруссии. Целью восстания было присоединение белорусских земель к будущему польскому государству.
- 14 января — в Австро-Венгерской империи началась всеобщая забастовка, продлившаяся до 25 января[3].
- 18 января 
  - В Петрограде созвано Учредительное собрание[4].
  - В Вене создан совет рабочих депутатов[3].
- 19 января — ВЦИК распустил Учредительное собрание[4].
- 21 января — советская власть установлена в Актюбинске[5].
- 22 января ― провозглашение полной независимости Украинской Народной Республики.
- 23 января — вышел Декрет СНК РСФСР «Об отделении церкви от государства и школы от церкви»[6].
- 25 января — вышел первый номер «Красной газеты» (с 1918 по 1939 года), которая была основана в Петрограде В. Володарским.[источник не указан 1070 дней]
- 27 января — Восстание красных в Гельсингфорсе, распространившееся на юг Финляндии. Провозглашение Финляндской социалистической рабочей республики. Начало гражданской войны в Финляндии.
- 28 января — Совет народных комиссаров РСФСР издал декрет об организации Рабоче-крестьянской Красной армии.
- 28 января — 3 февраля — антивоенная забастовка в Берлине и других городах Германии.
- 29 января — в Киеве началось восстание против Центральной рады. 4 февраля оно было подавлено.
- 31 января
  - III Всероссийский съезд Советов утвердил роспуск Учредительного собрания и принял постановление «О новом обозначении верховной государственной власти». По нему Временное рабочее и крестьянское правительство переименовано в  Рабочее и крестьянское правительство Российской Советской Республики[4].
  - После победы в трёхдневных уличных боях со сторонниками Центральной рады Румчерод объявил о создании Одесской советской республики, подчиняющейся Совету народных комиссаров РСФСР и Украинской Советской Республике.
  - С 31 января по 1 февраля у берегов Шотландии во время учебных манёвров Королевского военно-морского флота произошла череда инцидентов, иронично названных «Битва у острова Мэй», в результате которых было потоплено две подлодки и ещё некоторое количество повреждено.

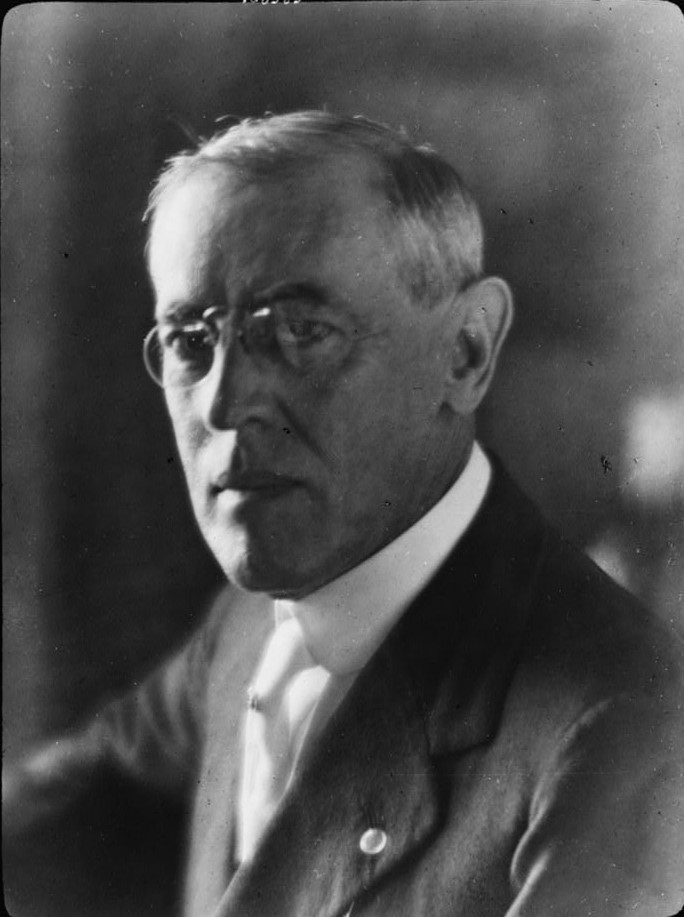
Президент США Вудро Вильсон

### Февраль
- 1 февраля — с восстания матросов на крейсере «Санкт-Георг» началось восстание на 40 судах австро-венгерского военно-морского флота в бухте Котора. Подавлено правительственными частями во главе с контр-адмиралом Миклошем Хорти 3 февраля[7].
- февраль — под руководством Рахмонберди Мадазимова был основан Ошский Государственный академический узбекский музыкально-драматический театр имени Бабура.
- 5 февраля
  - под руководством Балтыходжи Султанова была создана милиция Ошского уезда и города Ош, Кыргызстана[8].
  - германский фельдмаршал Август фон Макензен предъявил Румынии ультиматум с требованием начала мирных переговоров[9].
- 8 февраля Большевики под командованием М. Муравьева взяли Киев. правительство УНР эвакуировалось на запад Украины.
- 9 февраля
  - В Брест-Литовске делегация Центральной рады заключила сепаратный мир с коалицией Центральных держав. Коалиция признала независимость Украинской Народной Республики.
  - В России принят закон «О социализации земли», развивавший положения Декрета о земле и объявивший землю общенародной государственной собственностью[10].
  - После отказа стран Антанты санкционировать переговоры Румынии с Центральными державами ушёл в отставку премьер-министр Румынии Ионел Брэтиану. Новым премьер-министром стал генерал Александру Авереску[9].
- 12 февраля — турецкая армия вступила в Закавказье[11].
- 14 февраля (1 февраля по старому стилю) — в Советской России введён григорианский календарь («новый стиль»). После 31 января наступило сразу {{{3}}}. Продолжительность 1918 года составила 352 дня. На территориях Белой России продолжал действовать старый стиль[12].
- 16 февраля
  - Литовская Тариба в Вильнюсе приняла Акт о независимости Литвы[13].
  - В Екатеринодаре провозлашена независимость Кубанской народной республики.
  - Установлена советская власть в Николаевске-на-Амуре[14].
- 17 февраля — начат вывод кораблей Балтийского флота из Гельсингфорса и Ревеля в Кронштадт — Ледовый поход Балтийского флота[15].
- 18 февраля — Центральные державы начали масштабную наступательную операцию на восточном фронте.
- 19 февраля — эвакуация большевиков из Минска в связи с угрозой немецкого наступления. Вместо красных власть занимают белорусские и польские формирования, поделив между собой город.
- 21 февраля — СНК принял декрет «Социалистическое отечество в опасности!».
- 22 февраля — начало первого похода Добровольческой армии на Кубань.
- 23 февраля — созван Закавказский сейм[16].
- 24 февраля — Опубликована Декларация независимости Эстонии.
- 25 февраля — в Ревель вступили германские войска[15].
- 26 февраля — Советская республика матросов и строителей на острове Нарген (ныне Найссаар) прекратила своё существование.

### Март
- 1 марта — немецко-украинские войска взяли Киев.
- 2 марта — в городе Верном (с 1921 года — Алма-Ата) началось восстание, завершившееся установлением там советской власти[17].
- 3 марта — правительство Советской России заключило в Брест-Литовске сепаратный мир c Германской империей, Австро-Венгрией, Османской империей и Болгарией.
- 5 марта
  - В Буфтя под Бухарестом подписан прелиминарный мирный договор между Румынией и Центральными державами. Румыния вышла из войны на стороне Антанты, отказалась от Южной и Северной Добруджи, согласилась на «исправление границы» с Австро-Венгрией[9].
  - Корабли Балтийского флота выведены из Ревеля в Гельсингфорс[15].
- 6 марта
  - В Петрограде открылся VII съезд РКП(б)[18].
  - Первый десант Антанты высадился в Мурманске с согласия местного Совета. Вскоре войска Союзников начали продвижение к югу[19][20].
  - В Благовещенске атаманом Амурского казачьего войска было поднято восстание против большевиков. подавленно красными 13 марта.
- 8 марта — на территории оккупированной немецкими войсками Курляндской губернии было провозглашено Герцогство Курляндское и Земгальское, опиравшееся на поддержку местных немцев.
- 9 марта — советско-румынское соглашение, по которому Румыния обязалась в течение 2 месяцев вывести войска из Бессарабии[21].
- 10 марта — Советское правительство покинуло Петроград[22].
- 11 марта
  - Советское правительство во главе с В. И. Лениным прибыло из Петрограда в Москву и разместилось в Московском Кремле[23].
  - Начало похода Первой Отдельной бригады Русских добровольцев под командованием полковника Генерального штаба М. Г. Дроздовского с Румынского фронта на Дон для соединения с Добровольческой армией генерала Л. Г. Корнилова и совместной борьбы против советской власти.
- 12 марта — начат вывод кораблей Балтийского флота из Гельсингфорса в Кронштадт[15].
- 13 марта — в связи с германо-австрийской оккупацией ликвидирована Одесская Советская Республика. Советская власть была эвакуирована в Севастополь.
- 14 марта — Красная Гвардия заняла Екатеринодар[24].
- 14—16 марта — в Москве состоялся IV Всероссийский съезд Советов, ратифицировавший Брестский мирный договор и узаконивший своим постановлением решение Совнаркома о переносе столицы РСФСР из Петрограда в Москву.
- 15 марта — в Яссах новым премьер-министром Румынии назначен прогермански настроенный лидер Консервативной партии Александру Маргиломан[9].
  - началось крупнейшее сражение гражданской войны в Финляндии.
- 17 марта — Кубанская Рада и Добровольческая армия заключили союз[24].
- 21 марта — 5 апреля — германское наступление на Западном фронте в районе Амьена.
  - Провозглашение Социалистической советской республики Тавриды на территории Таврической губернии.
- 23 марта
  - Декретом СНК вся полнота власти по управлению транспортом страны передана наркому путей сообщения. Викжедор лишён административных функций[25].
  - В Ростове-на-Дону провозглашена Донская Советская Республика.
- 25 марта
  - Деятели белорусского национального движения провозгласили о независимости Белорусской Народной Республики.
  - Австро-венгерская армия вступила в Кременчуг[26].
- 26 марта — Закавказский сейм упразднил Закавказский комиссариат[16].
- 30 марта — начались межэтнические столкновения в Баку[11].

### Апрель
- 1 апреля — в Таганроге ВЧК был арестован генерал П. К. Ренненкампф, как участник ещё китайского похода и подавления революции 1905 года, так и герой восточного фронта. за отказ вступить в красную армию, был вывезен за город и расстрелян.
- 3 апреля — германские войска Рюдигера фон дер Гольца высадились в финском порту Ханко[15].
- 5 апреля — высадка войск Японии во Владивостоке[19].
- 6 апреля — отряды восставших вошли в Сухум. В Абхазии провозглашена советская власть[27].
- 8 апреля — декретом СНК на местах учреждены военные комиссариаты[28].
- 9 апреля — открылся 2-й съезд Советов Кубанской области, который принял решение о создании Кубанской Советской Республики[24].
- 10 апреля — в Благовещенске закрылся 5-й съезд трудящихся и казаков, постановивший упразднить казачье сословие[29].
- 12 апреля — декрет ВЦИК и СНК О потребительских кооперативных организациях, возложивший на кооперацию закупку и заготовку продуктов, а также их распределение среди населения[30].
  - На оккупированных немецкой армией балтийских землях(части Латвии и на территории Эстонии), балтийскими немцами было провозглашено Балтийское герцогство, в которое вошло ранее созданное Герцогство Курляндское и Земгальское.
  - Разгром большевиками в Москве анархистской чёрной гвардии. начало борьбы большевиков с анархистами на всей подконтрольной территории.
- 13 апреля
  - Немецкие войска и белофинны занимают Гельсингфорс.
  - В ходе штурма Екатеринодара Добровольческой армией артиллерийским выстрелом убит её главнокомандующий генерал Корнилов.
  - Сформирована Латышская стрелковая советская дивизия под командованием И. И. Вацетиса[22].
- 14 апреля — Указом ВЦИК Красное знамя провозглашено государственным флагом и боевым знаменем вооружённых сил[31].
- 21 апреля
  - Советское правительство распустило Национальный парламент мусульман Внутренней России и Сибири (Милли меджлис).
  - Советское правительство Украины эвакуировалось из Таганрога в Москву. прекращение существования Украинской республики Советов.
  - Во время Битвы на Лисе погиб лучший лётчик-ас Первой мировой войны Манфред фон Рихтгофен по прозвищу «Красный Барон».
- 22 апреля
  - СНК принял декрет «О национализации внешней торговли».
  - Закавказский сейм провозгласил Закавказье «независимой федеративной республикой»[16].
  - ВЦИК ввёл всеобщее военное обучение населения (Всевобуч)[32].
- 24 апреля — Армия УНР заняла большую часть Крымского полуострова в ходе Крымской операции. последними были взяты Симферополь и Бахчисарай.
- 25 апреля — образован Бакинский совет народных комиссаров[11].
  - начало восстания Кубанских казаков Ейского отдела против большевистской власти.
- 28 апреля — Немецкая оккупационная армия в Киеве распустила Центральную Раду.
- 29 апреля — Гетманский переворот в Киеве, приход к власти в Украине гетмана П. Скоропадского. упразднение УНР, провозглашение Украинской державы.
  - В ходе взятия Выборга белофиннами и шведской бригадой была совершенна Выборгская резня. в ходе выявления в городе красных, были расстреляны сотни людей, в основном этнических русских, большая часть из которых не относилась к красным.
- 30 апреля — создана Туркестанская автономная социалистическая советская республика[33].
  - Кульминацией казачьего восстания стал неудачный штурм Ейска, после которого восставшие были разгромлены.
  - Ликвидация Социалистической советской республики Тавриды немецкими оккупационными войсками занявшими Крым.

### Май
- 1 мая — Немецкие войска входят в Севастополь. Красные успевают увести флот в Новороссийск — 18 кораблей.
  - Немецкие войска занимают Таганрог, разгромив местное красное ополчение.
- 2 мая
  - Совнарком принял декрет о национализации сахарной промышленности[34].
  - Завершён Ледовый поход Балтийского флота — в Кронштадт из балтийских портов выведены 236 кораблей, в том числе 6 линкоров, 5 крейсеров, 59 эсминцев и миноносцев, 12 подводных лодок[15].
- 4 — 5 мая — Взятие Ростова дроздовцами.
- 7 мая — в Бухаресте подписан постоянный договор Румынии с Центральными державами. Румыния отказалась от Южной Добруджи, уступила Австро-Венгрии приграничную полосу площадью до 6000 км². и проходы в Карпатских горах, открыла Дунай для германского и австро-венгерского судоходства, сократила армию[9].
- 8 мая
  - Восставшие казаки под руководством генерала Петра Краснова и немецкие части заняли Ростов-на-Дону, ещё 4 мая оставленный большевиками. Донская Советская Республика прекратила существование.
  - Донские казаки и прибывший отряд полковника Дроздовского освободили от большевиков Новочеркасск. Окончен «Дроздовский поход».
  - Декрет СНК от 8 мая 1918 г. «О взяточничестве» стал первым в Советской России правовым актом, предусматривавшим уголовную ответственность за взяточничество (лишение свободы на срок не менее пяти лет, соединённое с принудительными работами на тот же срок).
- 9 мая — расстреляны рабочие Ижорского завода в Колпино.
- 10 мая — войска правительства Грузии начали наступление на советскую Абхазию[27].
- 11 мая — В оккупированном османскими войсками Батуми по завершении переговоров с турецким правительством делегация руководителей Северного Кавказа провозгласила независимость Горской республики.
- 13 мая — декретом ВЦИК и СНК «О предоставлении народному комиссару продовольствия чрезвычайных полномочий по борьбе с деревенской буржуазией, укрывающей хлебные запасы и спекулирующей ими» установлены основные положения продовольственной диктатуры".
- 15 мая
  - в ходе белофиннского Олонецкого похода, на территории оккупированной части Олонецкой губернии было создано Олонецкое правительство.
  - началась Первая советско-финская война.
  - окончание гражданской войны в Финляндии, ознаменовавшийся победой белофиннов. Красное правительство бежало в Петроград, а Финляндия до окончания Великой войны попала в сферу влияния Германской империи, в связи с помощью немецкой армии в победе над красными. Ликвидация ФСРР.
  - Выдвижение ультиматума турецкой стороной к армянам на Батумской конференции. Внезапное наступление османской армии на армянские позиции. начало Армяно-турецкой войны.
- 17 мая
  - После Челябинского инцидента началось восстание Чехословацкого корпуса.
  - Грузинские войска заняли столицу Абхазии Сухум[27].
- 18 мая — Во взятом донскими казаками Краснова Новочеркасске провозглашена Донская республика.
- 25 мая — присоединение Бригады Русских добровольцев полковника М. Г. Дроздовского к Добровольческой армии.
  - По просьбе грузинских властей о покровительстве в связи с угрозой наступления османских войск, в Грузии высаживаются немецкие войска.
- 26 мая — Османская империя предъявила Закавказскому сейму ультиматум с требованием больших территориальных уступок[11]. Закавказский сейм объявил себя распущенным, федерация Закавказья распалась на независимые государства — Грузию, Армению и Азербайджан[16].
- 27 мая — 6 июня — наступление немецких войск в направлении Шмен-де-Дам — Шато-Тьери.
- 29 мая — закрытие Царскосельского лицея.
  - Восставшее подразделение Чехословацкого корпуса под командованием С. Чечека после боя с местными большевиками заняли Пензу.
- 30 мая — 3-й Чрезвычайный съезд Советов Кубани и Черноморья в Екатеринодаре принял решение о слиянии Кубанской и Черноморской советских республик в Кубано-Черноморскую Советскую Республику[35].
- 31 мая — Взятие Томска силами Белого движения и Чехословацкого корпуса.

### Июнь
- 1 июня
  - В Томске создан Западно-Сибирский комиссариат Временного Сибирского правительства[4].
  - Бакинский совнарком выступил с призывом к всеобщему восстанию народов Закавказья[11].
- 7 июня — в свободной от германской оккупации части Румынии началась забастовка железнодорожников, поддержанных другими рабочими[36].
- 8 июня
  - Чехословацкий корпус взял Самару[37]. В Самаре пять членов распущенного Учредительного собрания образовали Комитет членов Учредительного собрания (Комуч). Комитет объявил себя верховной властью, временно действующей от имени Учредительного собрания[38]. Председателем был избран В. К. Вольский.
  - Красная армия в ходе десантной операции попыталась отбить у немцев Таганрог. Операция завершилась провалом; были проведены массовые расстрелы советских военнопленных.
- 11 июня — ВЦИК утвердил декрет СНК «Об организации и снабжении деревенской бедноты», согласно которому на местах создавались Комитеты бедноты (комбеды). К ноябрю в 33 губерниях России и Белоруссии создано 122 000 комбедов[39].
- 13 июня — постановлением СНК сформирован Восточный фронт РККА.
- 15 июня — Взятие Барнаула войсками Белого движения.
- 14 июня — в Румынии закончилась массовая июньская забастовка. Власти отменили военный режим на железных дорогах, согласились на воссоздание рабочих профсоюзов и признали стачечные комитеты[36].
- 17 июня — в Тамбове в ходе мятежа, вспыхнувшего после начала призыва в РККА, на 3 дня свергнута советская власть.
- 18 июня — Силами Чехословацкого корпуса и Западно-Сибирской армии взят Красноярск[40].
  - В Новороссийске затоплен российский Черноморский флот.
- 20 июня
  - Совнарком издал декрет о национализации нефтяной промышленности России[34].
  - убит В. Володарский (настоящее имя — Моисей Маркович Гольдштейн) — редактор, марксист, деятель российского революционного движения, политик.
- 23 июня
  - Начало второго похода Добровольческой армии на Кубань[35][41].
  - В Томске Западно-Сибирский комиссариат передал власть Совету министров Временного Сибирского правительства во главе с П. В. Вологодским[4].
- 24—25 июня — создание рабочего Совета в Будапеште.
- 28 июня — Совнарком издал декрет о начале третьего этапа национализации в России[34].
- 29 июня — во Владивостоке после занятия города чехословацкими войсками находящаяся там группа министров Временного Сибирского правительства во главе с Петром Дербером объявила себя «центральной властью Сибири»[4].

### Июль
- 2 июля — англо-американские войска, продвигаясь из Мурманска на юг, заняли Кемь[20].
- 4 июля
  - Начался V Всероссийский съезд Советов.
  - В Омске Советом министров Временного Сибирского правительства принята «Декларация о государственной самостоятельности Сибири»[42].
- 6 июля
  - В Москве с убийства Яковом Блюмкиным германского посла графа Вильгельма Мирбаха партией левых эсеров во главе с Марией Спиридоновой была предпринята попытка поднять восстание против Совнаркома[43].
  - Начало антибольшевистского восстания в Ярославле под руководством полковника Перхурова.
- 9 июля — выехавший из Харбина во Владивосток генерал Хорват объявил себя Всероссийским правителем.
- 10 июля
  - Поднимает мятеж самовольно оставивший штаб в Казани командующий Восточным фронтом РККА М. А. Муравьёв.
  - Принятие Конституции РСФСР V Всероссийским съездом Советов.
- 11 июля — правительство Литвы объявило о создании Королевства Литва.
- 12 июля — в Ашхабаде после свержения советской власти создан Временный исполнительный комитет Закаспийской области во главе с эсером Ф. А. Фунтиковым[44].
- 13 июля — Государственный совет Литвы предложил вюртембергскому принцу Вильгельму фон Ураху «корону короля Литвы»[45].
- 15—16 июля — попытка наступления немецких войск в районе Реймса.
- 17 июля — «Карпатия» затонула в 17 милях южнее побережья Ирландии в результате попадания в неё трёх торпед, выпущенных германской подводной лодкой.
- 17—18 июля — в Екатеринбурге расстреляны отрёкшийся от престола последний император всероссийский Николай Александрович, императрица Александра Фёдоровна, их пятеро детей (Ольга, Татьяна, Мария, Анастасия, Алексей), а также лейб-медик (Боткин Евгений Сергеевич), повар (Харитонов Иван Михайлович), камердинер (Трупп Алоизий Егорович) и горничная (Демидова Анна Степановна). На следующий день после расстрела царской семьи в 18 км от города Алапаевска у рудника Нижняя Селимская были расстреляны члены дома Романовых и близкие к ним люди (т. н. «Алапаевские мученики»), убитые представителями советской власти в ночь на 18 июля.
- 18 июля — контрнаступление французских войск на Западном фронте в районе Виллер-Котре.
- 19 июля — вступление в силу Конституции РСФСР, принятой 9 днями ранее V Всероссийским съездом Советов, в соответствии с которой закреплялось официальное названием страны (Российская Социалистическая Федеративная Советская Республика (РСФСР)), провозглашалось федеративное устройство Советской России, определялось государственное устройство страны и закреплялись идеологические принципы нового политического режима. С принятием Конституции РСФСР, законодательно оформившей создание нового государства, и расстрелом царской семьи дома Романовых, Революция 1917 года в России формально завершилась.
- 25 июля — Бакинский совет обратился с просьбой о введении британских войск в Азербайджан[11].
- 27 июля — конвой судов, используемых как военный транспорт, благополучно добрался из США до порта Брест (Франция)[46][47].
- 28 июля — поражение сил белых под Чарджуем[33].
- 31 июля
  - Британско-американские войска заняли Онегу[20].
  - Бакинский совет принял отставку Бакинского совнаркома. На следующий день власть передана диктатуре Центрокаспия[11].

### Август
- 2 августа — в Архангельске высадился англо-американский десант. Сформировано Верховное управление Северной области во главе с Николаем Чайковским[4].
- 3 августа — Наркомат по военным делам РСФСР издал приказ о награждении частей и соединений армии и флота за боевые отличия Почётными революционными Красными знамёнами[31].
- 4 августа — британские войска вошли в Баку[11].
- 7 августа — взятие Казани Народной армией Комуча вместе с хранившимся там Золотым запасом России.
- 8 августа
  - Началось Ижевско-Воткинское восстание в районе Прикамья против большевиков и эсеров-максималистов.
  - Начало Амьенской операции Антанты, в ходе которой был прорван фронт германской армии[48].
- 13 августа — англо-французские войска завершили Амьенскую операцию, ликвидировав Амьенский выступ[49].
- 14 августа — на совещании в Вильнюсе левые социал-демократы Литвы приняли решение о создании Литовской коммунистической партии[50].
- 17 августа — Добровольческая армия заняла Екатеринодар[51].
- 19 августа — Временный исполнительный комитет Закаспийской области во главе с эсером Ф. А. Фунтиковым подписал с британским представителем генералом У. Маллесоном соглашение о военном сотрудничестве.
- 20 августа — англо-американские войска заняли Шенкурск[20].
- 29 августа — основана Коммунистическая партия Финляндии[52].
- 30 августа
  - на Владимира Ленина совершено покушение, по официальной версии — эсеркой Фанни Каплан. Ленин получил тяжёлое ранение[53].
  - убит Моисей Соломонович Урицкий — советский и российский революционный и политический деятель,1-й председатель Петроградской ЧК.

### Сентябрь
- 1 сентября — в Москве ВЧК, обвинившая в заговоре главу британской дипломатической миссии Роберта Локкарта, посла Франции Ж. Нуланса и посла США Д. Френсиса, продолжила аресты по Заговору трёх послов, или Заговору Локкарта[54].
- 5 сентября
  - Совет народных комиссаров РСФСР издал декрет о начале красного террора.
  - Казаки атамана И. П. Калмыкова, части армий Японии и США вступили в Хабаровск.
- 6 сентября — в РСФСР учреждён Революционный военный совет.
- 8 сентября — в Уфе в рамках Государственного совещания начались переговоры между Комучем и Временным Сибирским правительством об образовании в России верховной власти.
- 7 сентября
  - Учреждено Российское телеграфное агентство (РОСТА)[55].
  - Японские войска захватывают почти все суда Советской Амурской военной флотилии и её базу[56].
- 11 сентября — Реввоенсовет РСФСР принял решение о формировании Северного и Южного фронтов РККА[57].
- 14 сентября — британские войска оставили Баку. Падение диктатуры Центрокаспия. На следующий день в город вступили германо-турецкие войска[11].
- 15 сентября — начало Битвы при Добро Поле, приведшей к разгрому болгарских и немецких частей Салоникского фронта, восстанию в войсках болгарской армии и выходу Болгарии из Первой мировой войны[58][59].
- 16 сентября
  - ВЦИК учредил первый советский орден — Орден Красного Знамени.
  - Принят первый Семейный кодекс РСФСР[60].
- 20 сентября — расстреляны 26 бакинских комиссаров[44].
- 22 сентября — в Болгарии вспыхнуло Владайское восстание. Окончательно подавлено 3 октября[59].
- 23 сентября — в Уфе объявлено о создании Временного Всероссийского правительства (Директории)[4]. Комуч преобразовывался в Съезд членов Учредительного собрания.
- 24 сентября — восставшие солдаты разгромили штаб-квартиру болгарской армии в Кюстендиле[59].
- 26 сентября — начало генерального наступления армий Антанты на Западном фронте.
- 27 сентября — в Радомире восставшие солдаты провозгласили Болгарию республикой во главе с президентом Александром Стамболийским и начали поход на Софию[59].
- 28 сентября
  - Первый кавалер ордена Красного Знамени — участник гражданской войны Василий Блюхер.
  - В Архангельске члены Верховного управления Северной области (ВУСО) сложили полномочия и передали власть Н. В. Чайковскому и А. И. Гуковскому. На следующий день Гуковский подал в отставку. До 7 октября Чайковский единолично представлял всю белую власть на севере России[4][61].
  - Выходит последний номер журнала Нива после 48 лет еженедельных выпусков.
- 29 сентября — Болгария заключила в Салониках перемирие с Антантой. Восставшие части остановились у села Владая в 15 километрах от Софии[59].

### Октябрь
- 1 октября — в Вильнюсе открылся нелегальный 1-й съезд Коммунистической партии Литвы[13].
- 4 октября — образование правительства принца Макса Баденского в Германии.
- 5 октября
  - В ночь на 5 октября германский канцлер Макс Баденский c помощью швейцарского правительства отправил телеграмму президенту США Вудро Вильсону с просьбой о заключении перемирия и начале мирных переговоров на основе «14 пунктов» Вильсона и его разъяснений от 27 сентября[62][63].
  - Созыв в Загребе Народного веча словенцев, хорватов и сербов.
  - Декретом СНК введена обязательная трудовая повинность для «буржуазных элементов»[64].
- 7 октября
  - Красная армия взяла Самару[37].
  - В Архангельске Н. В. Чайковский сформировал Временное правительство Северной области (ВПСО) с преобладающим представительством кадетов[61].
  - Конференция «Союза Спартака» приняла программу перехода к социалистической революции в Германии в случае свержения монархии[63].
- 8 октября — в Екатеринодаре от воспаления лёгких скончался Верховный руководитель Добровольческой армии генерал Алексеев.
- 10 октября — пассажирское судно Ленстер[англ.] было торпедировано немецкой субмариной SM UB-123[англ.]; погибло более 500 человек (эта морская катастрофа по сей день является самой масштабной по числу жертв в Ирландском море).
- 14 октября
  - Поражение сил белых под станцией Душак в Средней Азии[33].
  - Всеобщая политическая стачка в Чехии и Моравии с требованием создания свободной Чехословацкой республики.
- 19 октября — декретом СНК РСФСР образована Трудовая коммуна немцев Поволжья.
- 21 октября — открылось Временное национальное собрание Австрии[3].
- 24 октября — 4 ноября — итальянское наступление на реке Пьяве.
- 28 октября — провозглашение Национальным комитетом в Праге самостоятельного Чехословацкого государства.
- 29 октября — создан Российский коммунистический союз молодёжи (РКСМ).
- 30 октября
  - Революция в Австрии[3].
  - В порту Мудрос (о. Лемнос) подписано перемирие между Турцией и странами Антанты.

### Ноябрь
- 1 ноября
  - Создание Республики Банат.

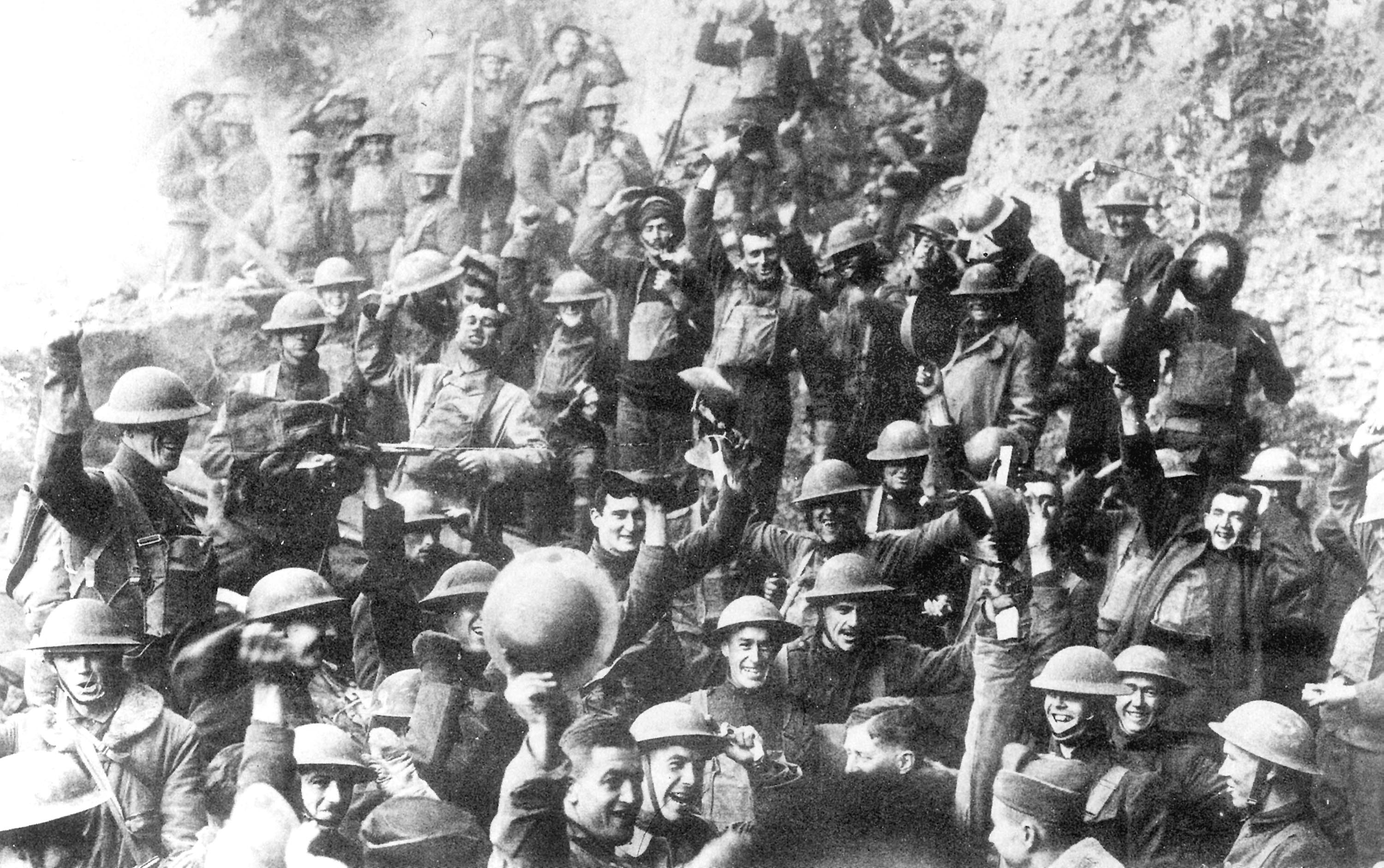
Солдаты 64-го полка 7-й пехотной дивизии США, празднующие прекращение огня 11 ноября 1918 года

  - Провозглашение во Львове Западно-Украинской народной республики.
- 2 ноября — на смену королевству в Литве пришла республика.
- 3 ноября
  - Временное Сибирское правительство опубликовало декларацию о передаче власти на территории Сибири Временному Всероссийскому правительству (Директории)[4].
  - В Падуе подписано перемирие между Австро-Венгрией и странами Антанты[65].
  - Создана Коммунистическая партия Австрии[66].
  - Решение Народного веча в Черновцах о присоединении Северной Буковины к Советской Украине.
  - Восстание моряков в Киле. Начало революции в Германии.
- 4—8 ноября — образование Советов в Киле, Бремене, Гамбурге, Эссене, Кёльне, Мюнхене, Куксхафене, Любеке, Ростоке, Брауншвейге, Шверине, Дрездене, Лейпциге и других городах Германии.
- 5 ноября
  - Войска Антанты, нарушив установленную в Падуе демаркационную линию, перешли реку Саву. Правительство Венгрии начало новые переговоры в Белграде[67].
  - Образование в Польше Люблинского совета рабочих депутатов.
- 6 ноября
  - В городе Тарнобжег провозглашена Тарнобжегская республика.
  - Король Румынии Фердинанд в условиях поражения Германии отправил в отставку прогерманское правительство Александру Маргиломана. Новым премьер-министром назначен генерал Константину Коанда[68].
- 7 ноября — создание в Люблине временного народного правительства Польши.
- 7—8 ноября — свержение монархии и провозглашение республики в Баварии.
- 9 ноября
  - Ноябрьская революция в Германии. Канцлер Максимилиан Баденский самовольно заявил об отречении ещё сомневавшегося императора Вильгельма II от власти и вместе со своей отставкой передал председателю социал-демократического большинства Фридриху Эберту ключи от ведомственного кабинета рейхсканцлера. В тот же день около 14 часов Филипп Шейдеман провозгласил демократическую Германскую республику. Приблизительно в это же время представитель Союза Спартака Карл Либкнехт сначала в Тиргартене, а спустя два часа с балкона Городского дворца провозгласил в Германии Свободную социалистическую республику. Вечером того же дня Фридрих Эберт заручился поддержкой нового верховного военного командования во главе с Вильгельмом Грёнером (пакт Эберта — Грёнера).
  - Французская армия начала переправу через Дунай. Правительство Румынии направило командующему германскими войсками фельдмаршалу Августу фон Макензену ультиматум о выводе войск или капитуляции. Макензен начал вывод войск из Румынии[68].
  - 6-й Чрезвычайный съезд Советов принял решение о проведении перевыборов волостных и сельских Советов под контролем комбедов. Одновременно комбеды упразднялись[39].
- 10 ноября
  - Радио Москвы распространило обращение ЦИК РСФСР, Советского правительства и Моссовета к трудящимся Австро-Венгрии[65].
  - Аннулирование румынским правительством Бухарестского мирного договора с Германией.
- 11 ноября
  - В железнодорожном штабном вагоне французского маршала Фоша было подписано Компьенское перемирие — закончилась Первая мировая война[69].
  - В Страсбурге провозглашена Эльзасская советская республика.
  - Формальное начало истории II Речи Посполитой.
  - Император Австро-Венгрии Карл I отрёкся от престола[70].
- 12 ноября
  - Австрийским Временным национальным собранием провозглашена Республика Германская Австрия.
  - В Араде начались переговоры правительства Венгрии с Румынским национальным советом. Через два дня были прерваны[71].
  - Решение Регентского Совета о назначении Юзефа Пилсудского «начальником государства».
- 13 ноября
  - Венгерский министр Бела Линдер подписал с представителями Антанты Белградскую военную конвенцию, по которой венгерская армия распускалась, а союзники получали право оккупировать любой стратегический пункт[72].
  - Бывший вице-президент распущенного Законодательного собрания Египта Саад Заглул и два депутата (Али Шаарави и Абд аль-Азиз Фахми) встретились с британским верховным комиссаром Уингейтом и потребовали разрешения на поездку в Лондон для предъявления египетских требований к правительству Великобритании. Этот день до 1952 года ежегодно и официально отмечался в Египте как День борьбы[73].
  - Брестский договор был аннулирован ВЦИК[74].
  - Создание в Германии праворадикальной военизированной организации Стальной шлем.
- 14 ноября — открытие Временного национального собрания Чехословакии.
- 15 ноября
  - Сербские войска вошли в Республику Банат и республика прекратила своё существование.
  - Подписание контрреволюционного договора о «деловом сотрудничестве» между представителями германских промышленников и руководителями Всеобщего германского объединения профсоюзов.
- 16 ноября — Венгрия провозглашена народной республикой[75].
- 17 ноября
  - Основана Коммунистическая партия Греции[76].
  - Британские войска вновь вступили в Баку[11].

- 18 ноября

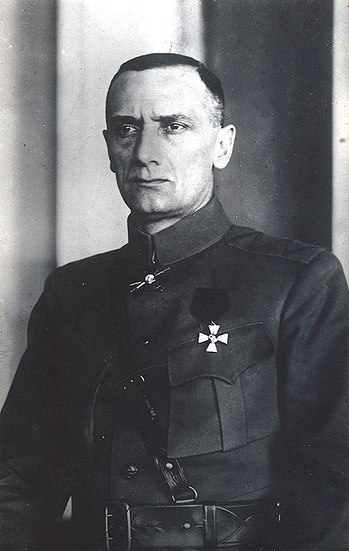
Верховный Правитель России Александр Колчак

  - Смещение Директории. Провозглашение её военного министра адмирала А. В. Колчака Верховным правителем России и главнокомандующим Русской армии.
  - Народный совет Латвии провозгласил независимость Латвийской Республики. Сформировано временное правительство во главе с Карлисом Улманисом[77].
- 19 ноября — правительство Венгрии обратилось к президенту США Вудро Вильсону с просьбой о помощи в борьбе «против разложения и угрозы анархии» в стране[65].
- 20 ноября — Румынский национальный совет Трансильвании провозгласил принадлежность Трансильвании к Румынии[71].
- 21 ноября — Эльзасская советская республика оккупирована и распущена Францией.
- 23 ноября — армия Румынии перешла границу Венгрии и начала установление контроля над Трансильванией[71].
- 24 ноября — создана Коммунистическая партия Венгрии[75].
- 27 ноября — в Москве Верховный революционный трибунал вынес приговоры по делу об июльском выступлении левых эсеров[78].
- 28 ноября
  - Свергнутый император Германии Вильгельм II отрёкся от престола[79].
  - Декретом СНК железные дороги переведены на военное положение, а железнодорожные служащие объявлены мобилизованными.
- 29 ноября
  - Правительство Румынии вернулось из Ясс в Бухарест[80].
  - Провозглашение в Нарве Эстляндской трудовой коммуны — Эстонской Советской Республики.
- 30 ноября — создан Совет рабочей и крестьянской обороны РСФСР во главе с Лениным[53].

### Декабрь
- 1 декабря
  - На землях королевств Сербии и Черногории, а также принадлежавших Австро-Венгрии Хорватии, Словении, Боснии и Герцеговины, Далмации и Воеводины возникло Королевство сербов, хорватов и словенцев[81].
  - Создан Центральный аэрогидродинамический институт (ЦАГИ), который возглавил Н. Е. Жуковский[82].
  - Исландия стала суверенным государством в составе Датского королевства.
  - Великое объединение Румынии.
  - Народное собрание в Алба-Юлии потребовало провозглашения единой румынской демократической республики[83].
- 4 декабря — сформировано Временное советское правительство Латвии во главе с Петром Стучкой[77].
- 7 декабря — правительство Латвии подписало с Германией договор о сформировании Балтийского ландесвера[77].
- 8 декабря — по решению ЦК КПЛ создано Временное революционное рабоче-крестьянское правительство Литвы во главе с Винцасом Мицкявичюсом-Капсукасом[84].
- 9 декабря — британская эскадра вошла в Лиепаю[77].
- 10 декабря
  - Принят Кодекс законов о труде РСФСР, введена всеобщая трудовая повинность[64].
  - Сфатул Цэрий принял решение о включении Бессарабии в состав Румынии[21].
- 14 декабря — в результате антигетманского восстания гетман Украины Павел Скоропадский издал манифест об отречении и бежал в Германию. Власть в Украине перешла к Директории. На смену Украинской Державы снова пришла Украинская Народная Республика.
- 15 декабря — в Вильнюсе провозглашена советская власть[84].
- 16 декабря
  - Временное революционное правительство Литвы опубликовало манифест о низложении германской администрации, роспуске Литовской Тарибы и переходе власти в руки Советов[13].
  - Основана Коммунистическая партия Польши[85].
- 17 декабря — Временное советское правительство Латвии издало Манифест о переходе всей власти в Латвии в руки Советов[77].
- 18 декабря — британский флот вошёл в порт Риги. Латышские стрелки заняли Валку[77].
- 22 декабря
  - Попытка восстания большевиков в Омске.
  - СНК РСФСР издал декреты о признании независимости Советской Латвии[77] и Советской Литвы[13]. В Валмиере установлена советская власть[77].
- 23 декабря — латышские стрелки вошли в Цесис[77].
- 24 декабря — Русская армия под командованием Анатолия Пепеляева заняла Пермь.
- 25 декабря — конгресс в Дурресе сформировал проитальянское правительство Албании во главе с Турхан-пашой Пемети[86].
- 30 декабря — в Берлине открылся учредительный съезд Коммунистической партии Германии[87].
- 31 декабря — германская армия оставила Вильнюс[13].

### Без точных дат
- 1918—1918 — Новодевичий монастырь был преобразован в приходское братство, монахини организованы в союзы вышивальщиц и огородниц[88].
- Из Симонова монастыря были изъяты ценные предметы церковной утвари (обитель считалась одной из богатейших в РПЦ)[89].

## Родились
См. также: Категория:Родившиеся в 1918 году

### Январь
- 15 января — Гамаль Абдель Насер Хусейн, второй президент Египта (ум. в 1970).
- 26 января
  - Филип Хосе Фармер, американский писатель-фантаст (ум. в 2009).
  - Николае Чаушеску, президент Социалистической Республики Румыния (ум. в 1989).

### Февраль
- 20 февраля — Игорь Владимирович Шатров, советский кинооператор, кинорежиссёр, сценарист (ум. в 1991).
- 21 февраля — Армас Йокио, финский киноактёр и оперный певец (ум. в 1998).
- 25 февраля — Михаил Артемьевич Кузнецов, советский актёр театра и кино, народный артист РСФСР (ум. в 1986).
- 26 февраля
  - Пётр Миронович Машеров, советский белорусский партийный и государственный деятель, первый секретарь ЦК Компартии Белорусской ССР, кандидат в члены Политбюро ЦК КПСС, Герой Советского Союза, Герой Социалистического Труда (погиб в 1980).
  - Теодор Старджон, американский писатель-фантаст (ум. в 1985).

### Март
- 6 марта — Юрий Иванович Максюта, контр-адмирал, организатор первого Плавучего измерительного комплекса, спутниковой навигационной системы страны (ум. 1990).
- 23 марта — Эмиль Дерлен Анри Зинсу, бенинский политик, президент Дагомеи, с 1968 года по 1969 год (ум. 2016).

### Апрель
- 23 апреля — Морис Самюэль Роже Шарль Дрюон, французский писатель (ум. в 2009).

### Май
- 8 мая — Николай Басков, советский живописец
- 11 мая — Ричард Филлипс Фейнман, американский физик, лауреат Нобелевской премии по физике 1966 года (ум. в 1988).

### Июнь
- 6 июня — Абрам Борисович Грушко, советский живописец и педагог (ум. 1980).
- 11 июня — Джейн Брайен, американская актриса (ум. в 2009).
- 18 июня — Франко Модильяни, американский и итальянский экономист, лауреат Нобелевской премии по экономике за 1985 год (ум. в 2003).

### Июль
- 4 июля — Павел Давидович Коган, советский поэт (ум. в 1942).
- 13 июля — Альберто Аскари, итальянский автогонщик, двукратный чемпион Формулы-1 (ум. в 1955).
- 14 июля — Эрнст Ингмар Бергман, шведский режиссёр театра и кино, сценарист, писатель (ум. в 2007).
- 18 июля — Нельсон Холилала Мандела, борец с апартеидом, первый чернокожий президент ЮАР (ум. в 2013).

### Август
- 13 августа — Фредерик Сенгер, английский биохимик, дважды лауреат Нобелевской премии по химии (ум. в 2013).
- 25 августа — Леонард Бернстайн, американский композитор, пианист и дирижёр (ум. в 1990).

### Сентябрь
- 9 сентября — Борис Владимирович Заходер, поэт, детский писатель, переводчик (ум. в 2000).

### Октябрь
- 18 октября — Иван Лукич Давыдов, советский государственный деятель, участник Великой Отечественной войны, заместитель министра торговли СССР с 1969 по 1987 годы. (ум. в 2018)
- 22 октября — Рене де Обальдиа, французский драматург, член Французской академии с 1999 года (ум. в 2022).

### Ноябрь
- 14 ноября — Павел Трофимович Морозов, советский пионер-герой (ум. в 1932).
- 18 ноября — Яков Павлович Павловский, советский исследователь, активный деятель ВЛКСМ (ум. в 2001).
- 27 ноября — Борис Евгеньевич Патон, президент Национальной академии наук Украины (ум. 2020).

### Декабрь
- 1 декабря — Александр Иванович Соколов, советский живописец, заслуженный художник РСФСР (ум. 1973).
- 8 декабря — Азильда Лапьер-Маршан, канадская защитница прав женщин, (ум. в 2010).
- 10 декабря — Анатолий Владимирович Тарасов, советский хоккейный тренер (ум. 1995).
- 11 декабря — Александр Исаевич Солженицын, писатель, лауреат Нобелевской премии по литературе 1970 года (ум. в 2008).
- 12 декабря — Ло Вэй, гонконгский режиссёр, сценарист, актёр и продюсер (ум. в 1996).
- 15 декабря — Север Феликсович Гансовский, советский писатель-фантаст (ум. в 1990).
- 15 декабря — Андрей Лаврентьевич Титенко, Герой Советского Союза (1945) (ум. в 2022).
- 21 декабря — Вячеслав Андреевич Фёдоров, советский живописец, заслуженный художник Российской Федерации (ум. 1985).
- 23 декабря — Гельмут Генрих Вальдемар Шмидт, немецкий политический деятель, пятый федеральный канцлер ФРГ (1974—1982, ум. в 2015).
- 25 декабря
  - Мухаммед Анвар ас-Садат, третий президент Египта (ум. в 1981).
  - Мухаммад Ахмед бен Белла, первый президент Алжира (ум. в 2012).

## Скончались
См. также: Категория:Умершие в 1918 году

### Февраль
- 10 февраля — Абдул-Хамид II, султан Османской империи в 1876—1909 годах (род. 1842).

### Март
- 25 марта — Клод Дебюсси, французский композитор, музыкальный критик.

### Апрель
- 1 апреля — Павел Ренненкампф, российский генерал. Расстрелян в Таганроге.
- 6 апреля — Савва Мамонтов, российский предприниматель и меценат.
- 13 апреля — Лавр Корнилов, российский военачальник. Убит при штурме Екатеринодара.
- 21 апреля — Манфред фон Рихтгофен, германский лётчик-ас. Сбит в районе реки Соммы.
- 24 апреля — Пётр Фрезе, изобретатель, один из конструкторов первого российского серийного автомобиля.
- 28 апреля — Гаврило Принцип, сербский националист, известный благодаря убийству эрцгерцога австрийского Франца Фердинанда и его жены герцогини Софии Гогенберг, которое стало поводом Первой мировой войны. Умер в тюрьме от туберкулёза.

### Май
- 18 мая — Тойво Куула, финский композитор. Умер в больнице в Выборге после смертельного пулевого ранения.

### Июнь
- 25 июня — Сергей Леонидович Марков, русский военачальник, политический деятель. Участник Русско-японской войны. Участник Гражданской войны (1918). Первопоходник. Один из лидеров Белого движения на Юге России и организаторов Добровольческой армии (р. 1878).
- 26 июня — В. Володарский, деятель российского революционного движения, комиссар Петроградского совета по делам печати. Застрелен по дороге на митинг.

### Июль
- 1 июля — Беренд Вильгельм Феддерсен, немецкий физик.
- 6 июля — Вильгельм Мирбах, посол Германской империи при правительстве РСФСР в Москве. Убит по решению ЦК Партии левых социалистов-революционеров.
- 17 июля — в Екатеринбурге большевиками расстреляны: бывший император всероссийский Николай Романов, его жена, их пятеро детей, а также лейб-медик, повар, камердинер и горничная.
- 22 июля — Индра Лал Рой (р. 1898), индийский лётчик-ас Первой мировой войны.
- 26 июля — Мик Мэннок (р. 1887), самый результативный ас Британской империи в Первой мировой войне.
- 30 июля — Герман фон Эйхгорн, прусский генерал-фельдмаршал. Убит в Киеве бомбой, брошенной левым эсером Борисом Донским.

### Сентябрь
- 20 сентября — Мешади Азизбеков, Бакинский губернский комиссар.
- 30 сентября — Хрисанф Лопарев, учёный в области византиноведения и древнерусской литературы, краевед.

### Октябрь
- 9 октября — Йозеф Карабацек, австрийский востоковед.

### Ноябрь
- 6 ноября — Лаврентий, епископ Балахнинский, викарий Нижегородской епархии. Расстрелян латышскими стрелками.
- 11 ноября — Виктор Адлер, один из лидеров австрийской социал-демократии (род. 1852).
- 14 ноября — Максим Антонович, русский литературный критик, публицист, философ.

### Декабрь
- 2 декабря — Эдмон Ростан, французский поэт и драматург. Умер от испанского гриппа.
- 27 декабря — Карл Шлехтер, шахматист.

## Нобелевские премии
- По физике: Макс Планк — «в знак признания его заслуг в развитии физики благодаря открытию квантов энергии».
- По химии: Фриц Габер — «за синтез аммиака из составляющих его элементов».